# 胞状条虫
胞状条虫（ほうじょうじょうちゅう、学名：Taenia hydatigena）は、円葉目テニア科に属する条虫の1種。成虫は体長75-500cm、体幅5-7mm、頭節に4個の吸盤と額嘴を有する。虫卵はエキノコックス属条虫の虫卵との鑑別は困難である。中間宿主はヒツジ、ウシ、ブタ、カモシカなど、終宿主はイヌ、キツネ、オオカミ、ネコ、テンなど。生活環は、虫卵が糞便とともに外界へと排泄され、中間宿主が虫卵を摂取するとその腸管で六鉤幼虫へと発育する。六鉤幼虫は血行性に肝臓や腹腔に移動し、細頸嚢尾虫 Cysticercus tenuicolis へと発育する。終宿主が細頸嚢尾虫を摂取すると原頭節が小腸粘膜に吸着し成虫へと発育する。